# 銀狐

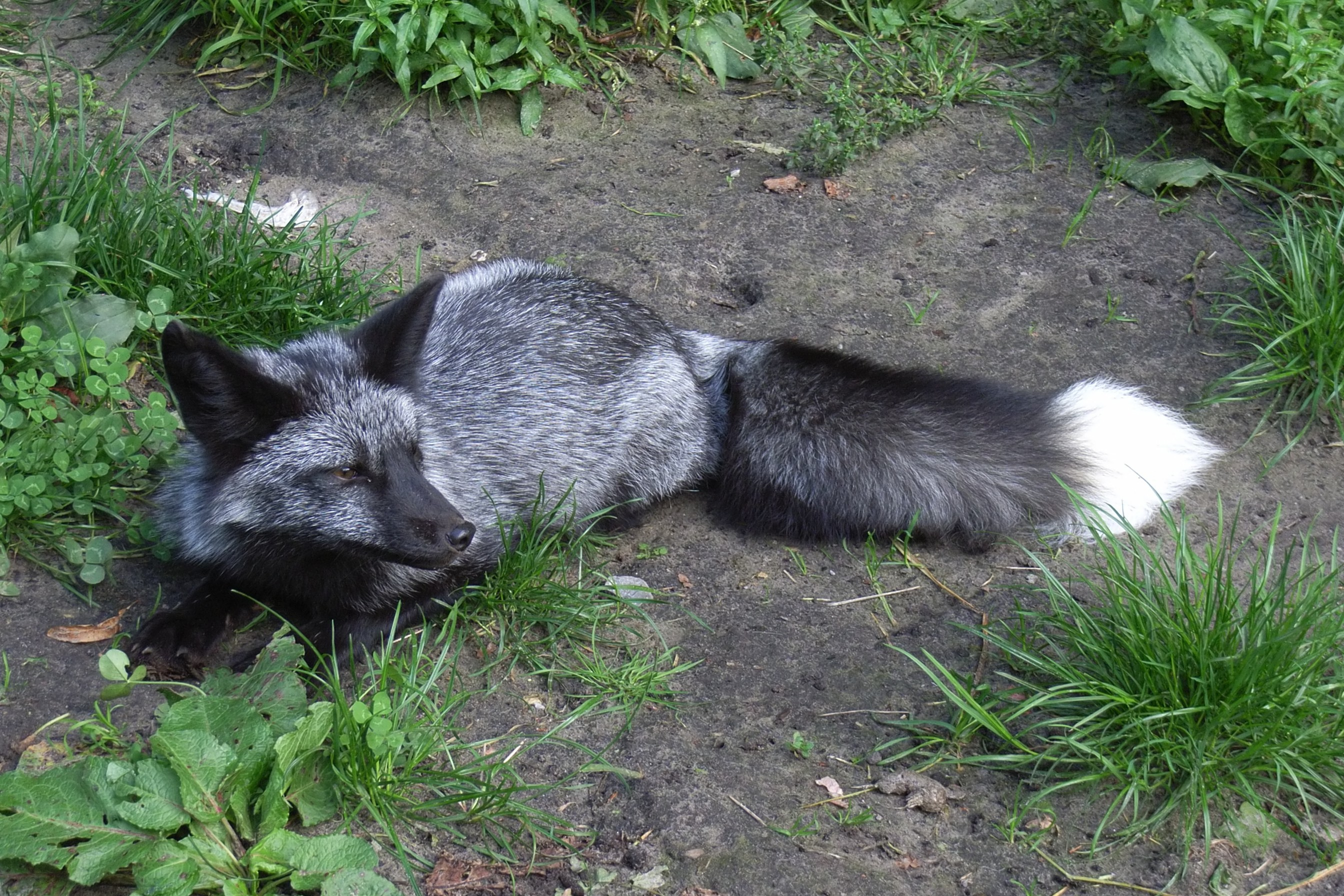
赤狐的銀色形態。

銀狐是赤狐的一種黑變病的變異體。銀狐有多種變異，包括全身黑色（除了尾巴末端是白色外）、藍灰色及兩側呈灰色。歷史上，銀狐的毛皮最為珍貴，多由俄羅斯及其他歐洲，並中國貴族所披掛。野生銀狐並不能與相同毛皮形態的繁殖，但卻能與一般的赤狐交配，而圈養的群落則可以與相同毛色的交配。

## 特徵
銀狐一些部位的外毛，尤其是喉嚨以下、肩膀以後、兩側及尾巴，都比下層絨毛長多2吋。下層絨毛的底部呈褐色，接著是灰色，而尖端呈黑色。毛很軟及有光澤，曾一度被認為比松貂的毛更幼細。下層絨毛覆蓋著銀狐的整個身體，甚至於尾巴，但那裡的下層絨毛較為粗糙。前額及四肢的毛最短，而腹部的則最為幼細。微細觀察下發現在腹部的絨毛是呈波狀的。耳朵上很少有長毛，但有厚厚的毛皮包裹。腳底也有厚厚的毛皮包裹，完全看不見腳上的繭。根據西伯利亞東部的獵人描述，銀狐的足印比赤狐的為大。銀狐傾向具有警覺性。
當與相同色型繁殖時，銀狐肯定可以產出銀色的後代，特別是其第三代。當與赤狐交配，所產出來的多是紅色的，但在腹部及頸部等有較黑色的斑紋。當這種後代與銀狐交配後，生出來的幼狐有一半機率是銀色的。有時會出現混色的後代，稱為雜交狐。

## 分佈
在北美洲，銀狐主要分佈在西北部。於19世紀，銀狐有時會被帶到拉布拉多、馬格達倫群島（Magdalen Islands）、賓夕法尼亞州山區及紐約州。在新斯科舍省也有時可以見到銀狐。雖然獵人都希望捕捉到銀狐，但一季中最多只能捉到4-5隻。銀狐在加拿大約佔赤狐數量的8%。
在蘇聯，銀狐主要是在森林及森林與凍土層之間的地方出沒，特別是在西伯利亞及高加索的山區。牠們很少會在平原及沙漠出現。

## 毛皮的使用

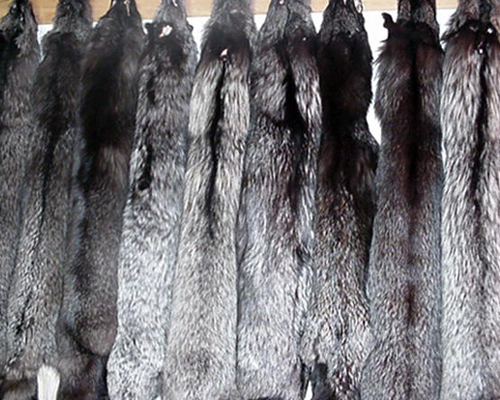
銀狐的毛皮。

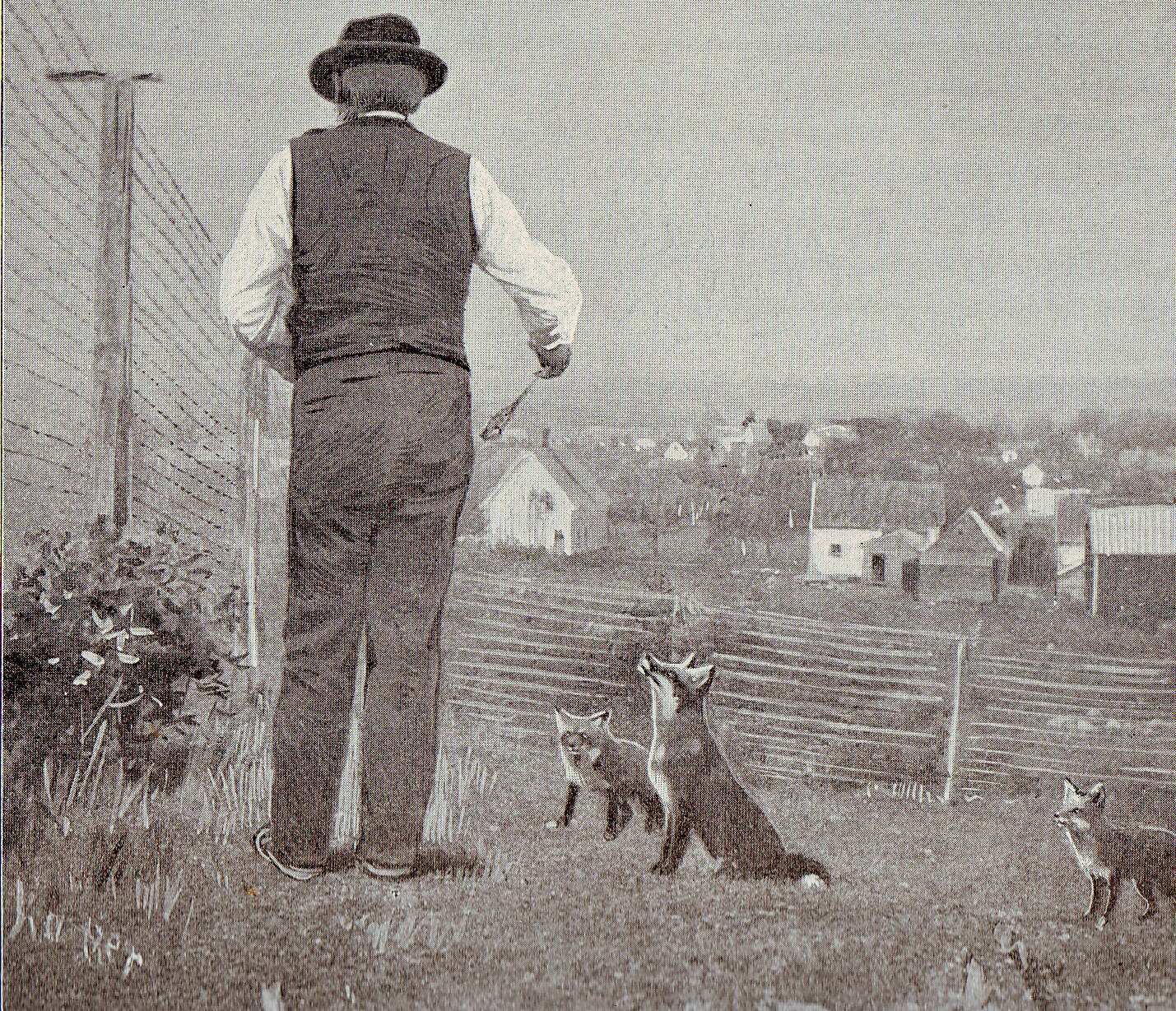
圈養的銀狐。

### 北美洲
新英格蘭原住民認為銀狐的毛皮值超過40塊美洲河狸的毛皮。一個酋長就曾在一次調解上接受了銀狐毛皮作為禮物。哈德遜灣公司的紀錄顯示於1825年至1850年間在英屬哥倫比亞的狐皮貿易中就有19-25%是屬於銀狐的，而在拉布拉多則有16%。這些毛皮差不多全都是運往俄羅斯及中國。在愛德華王子島有毛皮飼養前，當地人會將銀狐放生到細小的島嶼中，這些銀狐很快會因饑餓而死去。毛皮飼養技術已經進步到能夠成功繁殖及照顧圈養的銀狐。另外，飼養人發現銀狐一夫一妻制的習性，並會讓銀狐只與一隻雌狐交配。圈養的銀狐毛皮質料比放生的較好。這些銀狐會與相同色型的交配，到了第三代，所有紅色或雜交的痕跡都會消失。

### 歐亞大陸
俄羅斯的銀狐毛皮飼養是來自於北美洲的，並透過選擇性繁殖來除去毛皮中的褐色。愛沙尼亞自挪威至Mustajõe得到2500隻銀狐標本後，就於1924年展開了毛皮飼養。愛沙尼亞銀狐飼養場的數量接著逐漸上升。到了蘇聯時期，銀狐業因政府資助而急速增長。

## 馴養
馴養的銀狐是源自於蘇聯及俄羅斯接近50年的實驗而來。繁殖計劃是於1950年代由蘇聯科學家別利亞耶夫（Dmitri K. Belyaev）所設立。由於選擇性繁殖，新的銀狐變得更溫馴，但卻更像狗。馴養的銀狐在行為及精神上都與野生的有所不同。牠們對人類很友善，會像狗般垂下耳朵，開心時會擺動尾巴，且會發出狗吠聲。牠們也發展出像家犬的毛色，並失去了赤狐的氣味。